# Louis Rivet (homme politique)
Pour les articles homonymes, voir Louis Rivet et Rivet (homonymie).
Louis-Alfred-Adhémar Rivet B.A., LL.B. (15 septembre 1873 - 14 janvier 1951) est un avocat et homme politique fédéral du Québec.

## Biographie
Né à Joliette au Québec, il fit ses études à l'Université Laval. Ensuite, il pratique le droit avec la firme Rivet, Robillard & Tétrault. Alors candidat du Parti libéral du Canada, il est élu lors de l'élection partielle de 1904 dans la circonscription d'Hochelaga. Réélu en 1904 et en 1908, il sera défait en lors des élections de 1911.
Il est également l'auteur du livre Honoré Mercier, patriote et homme d'État, sur l'ancien premier ministre du Québec Honoré Mercier, paru à Montréal en 1924.